# Peter Bebjak
Peter Bebjak (ur. 1 września 1970 w Partizánskem) – słowacki aktor, reżyser, producent i scenarzysta, który pracuje również w Czechach.

## Życiorys
Urodził się w Partizánskem   jako najmłodszy z pięciorga rodzeństwa. Jego ojciec pracował w fabryce obuwia ZDA, a matka była gospodynią domową i zmarła, gdy miał 12 lat. Dorastał w Chynorany w powiecie Partizánske. Już podczas studiów w Liceum Przemysłowym Budowy Maszyn w Partizánskem grał w szkolnym kółku teatralnym, uczył się śpiewu, a później wraz z przyjaciółmi założył zespół folklorystyczny, w którym tańczył.
Przez rok pracował w Regionalnym Teatrze Lalek w Bańskiej Bystrzycy. Od 1989 studiował lalkarstwo w Wyższej Szkole Sztuk Scenicznych w Bratysławie, a na drugim roku studiów otrzymał propozycję przeniesienia się na wydział aktorstwa, który ukończył. Ponownie złożył podanie na wydział reżyserii, został przyjęty i w 1999 ukończył studia na kierunku reżyseria filmowa i telewizyjna.
Zadebiutował w roli aktorskiej jako Karol w telewizyjnym dramacie historycznym Most (1992) u boku Andreja Hryca. Wkrótce zrealizował filmy krótkometrażowe – Expetacio, Miraculus i dyplomowy Štefan (1998), za który otrzymał Nagrodę Jury Studenckiego, studencką nagrodę Igric, nagrodę Kamery na Festiwalu Filmów Studenckich w Áčko oraz srebrny medal na festiwalu filmów krótkometrażowych Brno 16.
W 2001 wraz z Rastislavem Šestákiem założył przedsiębiorstwo produkcyjne DNA. Poza granicami kraju odniósł spory sukces z filmem krótkometrażowym VoiceS (2010). Zrealizował także trzy filmy fabularne – Marhulový ostrov (2011), który zdobył Grand Prix na MFF w Rouen oraz został wyróżniony szeregiem nagród krajowych i międzynarodowych, Zło (2012) oraz wielokrotnie nagradzany The Cleaner (2015). 
Od 2005 związany jest z telewizją, gdzie wyreżyserował liczne odcinki przebojowych seriali kryminalnych.
8 lipca 2018 za dreszczowiec kryminalny Granica (Line, 2017) o handlarzach i przemytnikach z ukraińskiej granicy został uhonorowany nagrodą Golden Seahorse w konkursie na najlepszy europejski film sensacyjny na VII Kołobrzeg Suspense Film Festival.

## Odznaczenia
- Krištáľové krídlo (2020)[16]
- Krzyż Pribiny II klasy (2024)[17]